# Eurycea pterophila
Eurycea pterophila är en groddjursart som beskrevs av Burger, Smith och Potter 1950. Eurycea pterophila ingår i släktet Eurycea och familjen lunglösa salamandrar. IUCN kategoriserar arten globalt som otillräckligt studerad. Inga underarter finns listade i Catalogue of Life.